# Parafia Wniebowzięcia Najświętszej Maryi Panny w Lubecku
Parafia Wniebowzięcia Najświętszej Maryi Panny w Lubecku – parafia rzymskokatolicka znajdująca się w diecezji gliwickiej, w dekanacie Lubliniec.

## Miejsca kultu
- Kościół parafialny Wniebowzięcia NMP – Lubecko
- Kościół filialny św. Józefa Robotnika – Glinica
- Kościół filialny Matki Bożej Fatimskiej – Pawełki